# 豊浦町 (茨城県)
豊浦町（とようらまち）は茨城県多賀郡にかつて存在した町である。

## 地理
現日立市の北部・陸前浜街道の河尻宿を中心とした十王駅南部の一帯に位置し、太平洋に面して川尻港や鵜の岬などがある。平成の大合併以前は十王町と隣り合っていて、市の中でも最北部だった。

## 歴史

### 町域の変遷
- 1889年（明治22年）4月1日 - 町村制施行により、村が合併し多賀郡豊浦町が発足。
- 1956年（昭和31年）9月20日 - 日立市に編入され消滅。

変遷表
| 1868年 以前 | 1868年 以前 | 明治22年 4月1日 | 昭和31年 9月20日 | 現在   |
| ----------- | ----------- | --------------- | ---------------- | ------ |
|             | 砂沢村      | 豊浦町          | 日立市 に編入    | 日立市 |
|             | 折笠村      | 豊浦町          | 日立市 に編入    | 日立市 |
|             | 川尻村      | 豊浦町          | 日立市 に編入    | 日立市 |

## 大字
- 砂沢（いさごさわ）
- 折笠（おりかさ）
- 川尻（かわじり）

## 人口・世帯

### 人口
総数 [単位： 人]
| 1891年（明治24年） | 2,418 |  |
| 1920年（大正 9年） | 3,647 |  |
| 1935年（昭和10年） | 3,692 |  |
| 1950年（昭和25年） | 4,449 |  |
| 1956年（昭和31年） | 4,431 |  |

### 世帯
総数 [単位： 世帯]
| 1920年（大正 9年） | 852   |  |
| 1935年（昭和10年） | 795   |  |
| 1950年（昭和25年） | 880   |  |
| 1956年（昭和31年） | 2,148 |  |

## 交通

### 鉄道
- 日本国有鉄道（ → 東日本旅客鉄道）
  - ■常磐線
    - 川尻駅（ → 十王駅）

※川尻駅は町内にはない。

### 道路
- 一級国道
  - 国道6号（陸前浜街道）

## 出身・ゆかりのある人物
- 大津淳一郎（衆議院議員、貴族院議員）